# 손강 (인도)

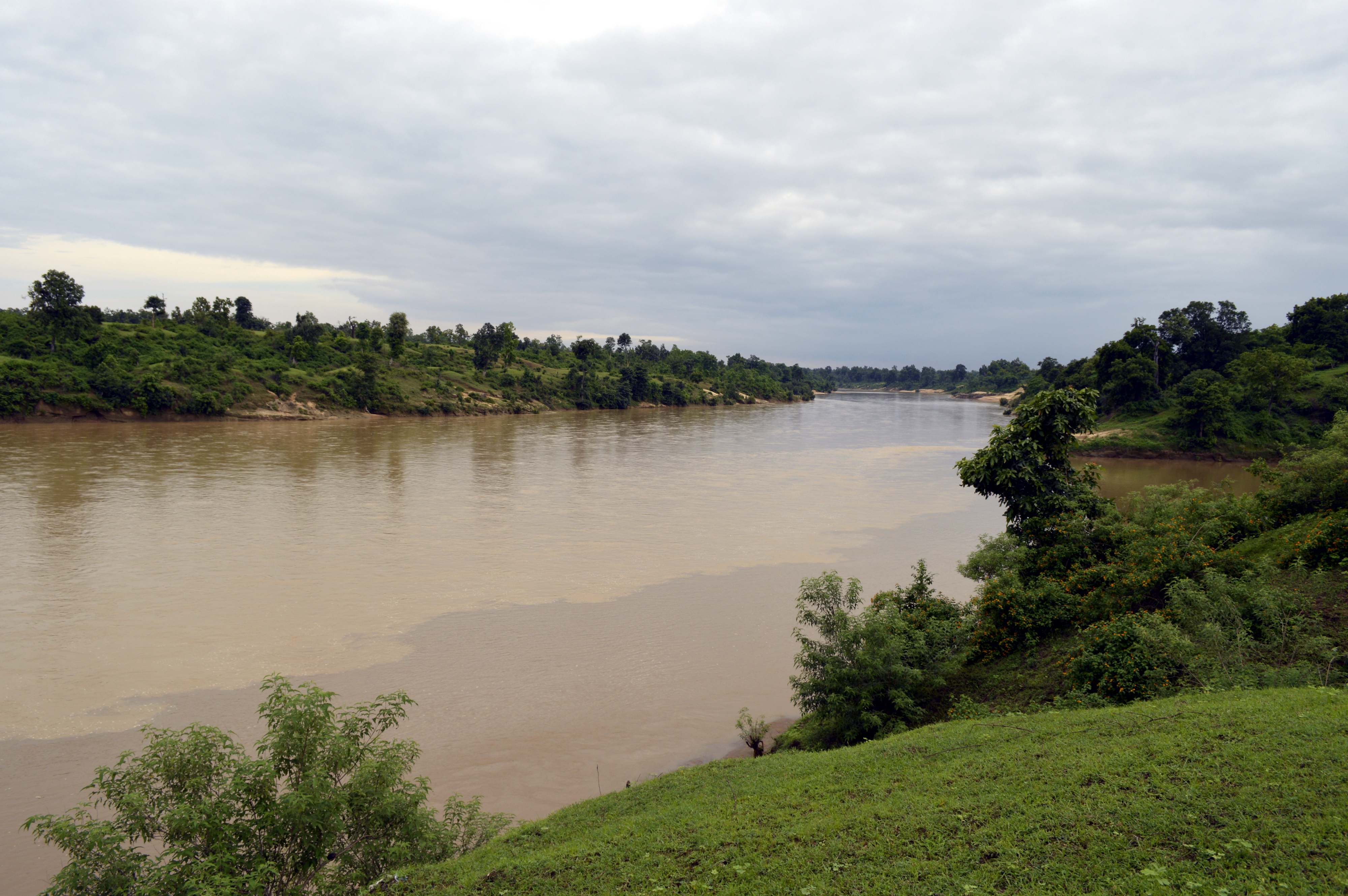
손강

손강(힌디어: सोन नदी, 영어: Son River)은 인도 북동부를 흐르는 강의 하나이다. 길이는 784 km이다. 마디아프라데시주의 마이칼라산맥 북부에서 발원하여 북서쪽으로 흐르다가 북위 24° 부근에서 갑자기 북동쪽으로 방향을 바꾼다. 그 후 나르마다손 지구대를 거쳐 카이무르 구릉의 남쪽 연변을 따라 직선으로 흘러 비하르주 델리 부근에서 갠지스강의 유역평야로 들어가며, 파트나의 북서쪽 20 km 부근에서 갠지스강에 흘러든다. 유역에서는 6~9월경에 비가 집중하고, 그 밖의 계절에는 유량이 많지 않으나, 델리 이하의 하류에서는 24만 ha의 경지에 관개용수를 공급한다. 상류와 중류 유역은 삼림에 뒤덮이고 인구밀도가 낮다. 비하르주에 들어서면 달톤간지 부근에 석탄, 석회 등의 지하자원이 많고, 유역에서는 시멘트 공업이 활발하다.